# Mila Kopp
Mila Kopp (20 de octubre de 1904 - 14 de enero de 1973) fue una actriz austriaca.

## Biografía
Nacida en Viena, Austria, era hija de un oficial, y su verdadero nombre era Emilie Kopp. Estudió educación en Viena y trabajó como maestra de primaria. Sin embargo, en 1923 debutó en escena con la obra Emilia Galotti, representada en Pilsen. En la temporada 1924/25 estuvo en Praga, y en 1925 llegó a Stuttgart, donde actuó hasta 1936. Allí fue Gretchen en Fausto, Rose Bernd y el personaje del título en la obra de George Bernard Shaw Santa Juana.
Entre 1938 y 1941 Mila Kopp actuó en el Teatro de Cámara de Múnich. Fue la Reina Gertrudis en Hamlet (1939) y el personaje del título en Maria Stuart (1940). Desde 1941 a 1944 actuó en el Teatro Schiller de Berlín bajo la dirección de Heinrich George.
Desde 1946 hasta su muerte, Mila Kopp volvió a actuar en el Staatstheater Stuttgart. Entre 1950 y 1955 también actuó en el Deutschen Theater de Gotinga. Con un particular éxito, desempeñó papeles de carácter fuerte y madres particularmente sufridas, como fue el caso de Madre Coraje y sus hijos, Madre Wolffen en Der Biberpelz y la Señora John en Die Ratten. Actuó varias veces en el Festival de Salzburgo, y en 1970 haciendo un papel como madre. También trabajó ocasionalmente para el cine y la televisión.
Desde los años 1920, Mila Kopp estuvo casada com el actor Christian Kayßler (1898–1944), hijo de Friedrich Kayßler, con el cual a menudo actuó sobre el escenario. Sus hijos, Maria y Martin Kayßler, también fueron actores.
Mila Kopp tuvo graves problemas de cadera en sus últimos años, motivo por el cual en ocasiones actuó sobre una silla de ruedas. Falleció a causa de un fallo circulatorio en Stuttgart en el año 1973.

## Filmografía (selección)
- 1942 : Andreas Schlüter
- 1949 : Mordprozess Dr. Jordan
- 1952 : Ein ganz großes Kind
- 1953 : Hokuspokus
- 1955 : Mamitschka
- 1956 : Jeanne oder die Lerche (telefilm)
- 1957 : El Hakim
- 1958 : Besuch aus der Zone (telefilm)
- 1960 : Die Reise des Simon Feder (telefilm)
- 1960 : So ist es – ist es so? (telefilm)
- 1960 : Eine Frau fürs ganze Leben
- 1961 : In seinem Garten liebt Don Perlimplin Belisa (telefilm)
- 1963 : Maria Magdalene (telefilm)
- 1963 : Sonderurlaub (telefilm)
- 1964 : Die fünfte Kolonne (serie TV), episodio Zwei Pistolen
- 1966 : Irrungen, Wirrungen (telefilm)
- 1968 : Kraft des Gesetzes (telefilm)
- 1968 : Der Meteor (telefilm)
- 1971 : Tatort (serie TV), episodio Frankfurter Gold

## Radio
- 1950 : Georges Neveux: Eine Stunde in der Nacht, dirección de Oskar Nitschke (Süddeutscher Rundfunk)

## Discografía
- Erich Ponto spricht Wilhelm Busch/Arthur Miller (Literarisches Archiv 1959)
- Theo Lingen: Porträt eines Schauspielers (Wort und Stimme 1965)
- Heinrich von Kleist: Prinz Friedrich von Homburg (Der Audio Verlag 2011)